# 손왕
손왕(孫王, ? ~ ?)은 전한 중기의 제후이다.

## 행적
정화 4년(기원전 89년), 태원 출신의 반란자 백의(白義)를 고발한 공로로 승보후(丞父侯)에 봉해지고 식읍 1,150호를 받았다.
시원 원년(기원전 86년), 살인에 연루되었다가 사면받았고, 작위는 박탈되었다.

## 출전
- 반고, 《한서》 권17 경무소선원성공신표

| 선대 (첫 봉건) | 전한의 승보후 기원전 89년 3월 을유일 ~ 기원전 86년 | 후대 (폐지) |